# Sandarakovec
Sandarakovec (Callitris) je rod jehličnatých dřevin z čeledi cypřišovitých. Zahrnuje dle pojetí 16–19 druhů, z nichž většina je původních v Austrálii a 3 v Nové Kaledonii. Jeho název je odvozen z řeckých slov kalos= krásný a treis= strom a vztahuje se k harmonickému půvabu této dřeviny.

## Popis
Zástupci rodu jsou obvykle menší stálezelené jednodomé stromy či velké keře, dorůstající výšek 5–25 metrů (Callitris macleyana až 40 metrů). Listy jsou drobné a šupinovité, mladí jedinci mají ale olistění jehlicovité a na Callitris macleyana lze až do dospělosti najít oba typy. Listy vyrůstají ve střídavých přeslenech po třech, u C. macleyana též po čtyřech.
Samčí šištice jsou pouze 3–6 mm velké a jsou umístěny na koncích větévek. Samičí jsou zprvu též velmi drobé, v průběu 18–20 měsíců dozrávají do velikosti zhruba 1–3 cm; jsou vejčitého či kulovitého tvaru a skládají se z 6–8 překrývajících se tlustých dřevnatých šupin. Na stromech zůstávají mnoho let zavřené, otevírají se až vlivem vysokých teplot při sežehnutí požárem; poté se vysemeňují a semenáčky mohou vyrůstat na půdě vyčištěné od konkurenční vegetace.

## Ekologie
Sandarakovce rostou převážně na suchých pláních jihovýchodní Austrálie, především v Novém Jižním Walesu, kde vytváří jednodruhové nebo smíšené porosty. Callitris macleyana roste též v tropických deštných lesích na východním pobřeží Austrálie. Klimaticky jde o oblasti s horkými léty a mírnými nebo teplými zimami, se značně proměnlivým množstvím srážek. Značnou roli v jejich životním cyklu hraje oheň. Samy proti němu nejsou odolné a větší požár zpravidla nepřežijí, využívají však spálenou půdu vyčištěnou od konkurence k šíření pomocí semen.

## Taxonomie
V rámci čeledi cypřišovitých je rod typovým zástupcem podčeledi Callitroideae. Bývá dělen na dvě sekce: sect. Octoclinis zahrnující znatelně morfologicky odlišný druh Callitris macleyana (někdy považovaný za samostatný rod Octoclinis), a sect. Callitris, kam spadají všechny ostatní druhy.
Nejbližším příbuzným taxonem je taktéž australský rod Actinostrobus, který je některými molekulárními studiemi řazen pod rod Callitris stejně jako novokaledonský Neocallitropsis pancheri. V minulosti rod zahrnoval též středomořský sandarakovník článovaný (jako Callitris quadrivalvis, dnes Tetraclinis articulata).
Za nejstaršího fosilního zástupce je považována Callitris leanensis nalezená na Tasmánii a datovaná do raného oligocénu.

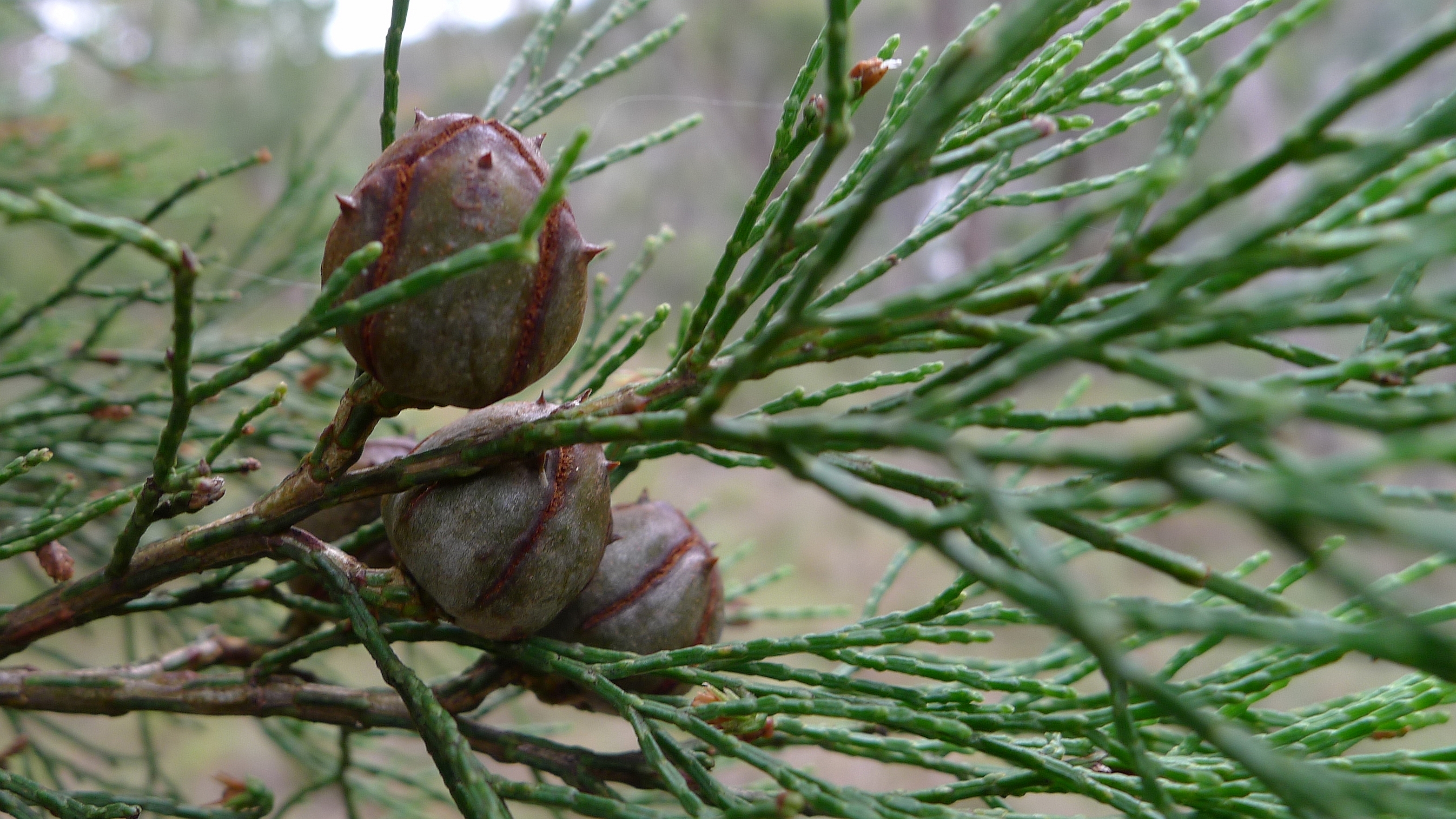
Zrající šišky Callitris endlicheri

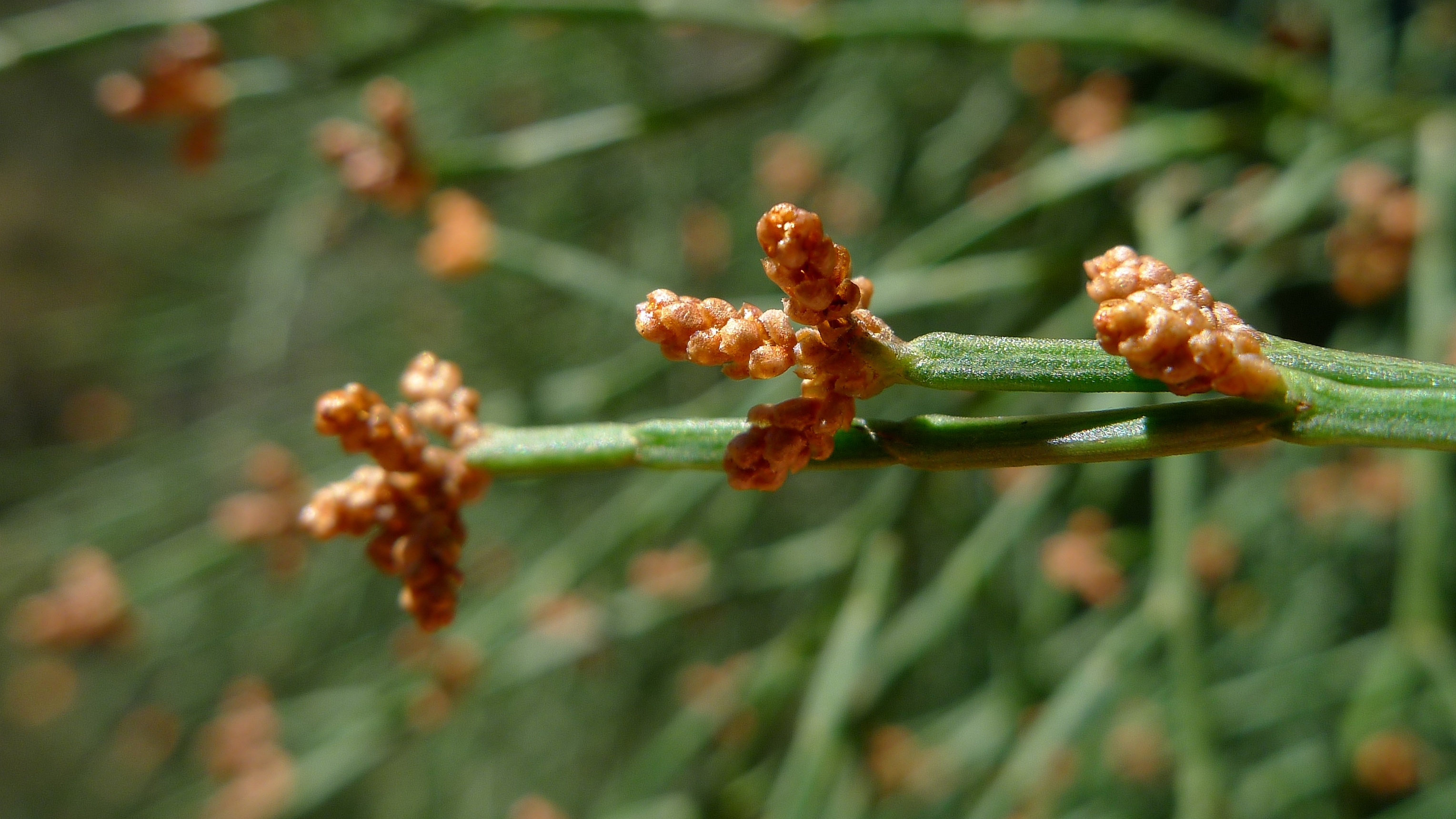
Samčí šištice Callitris muelleri

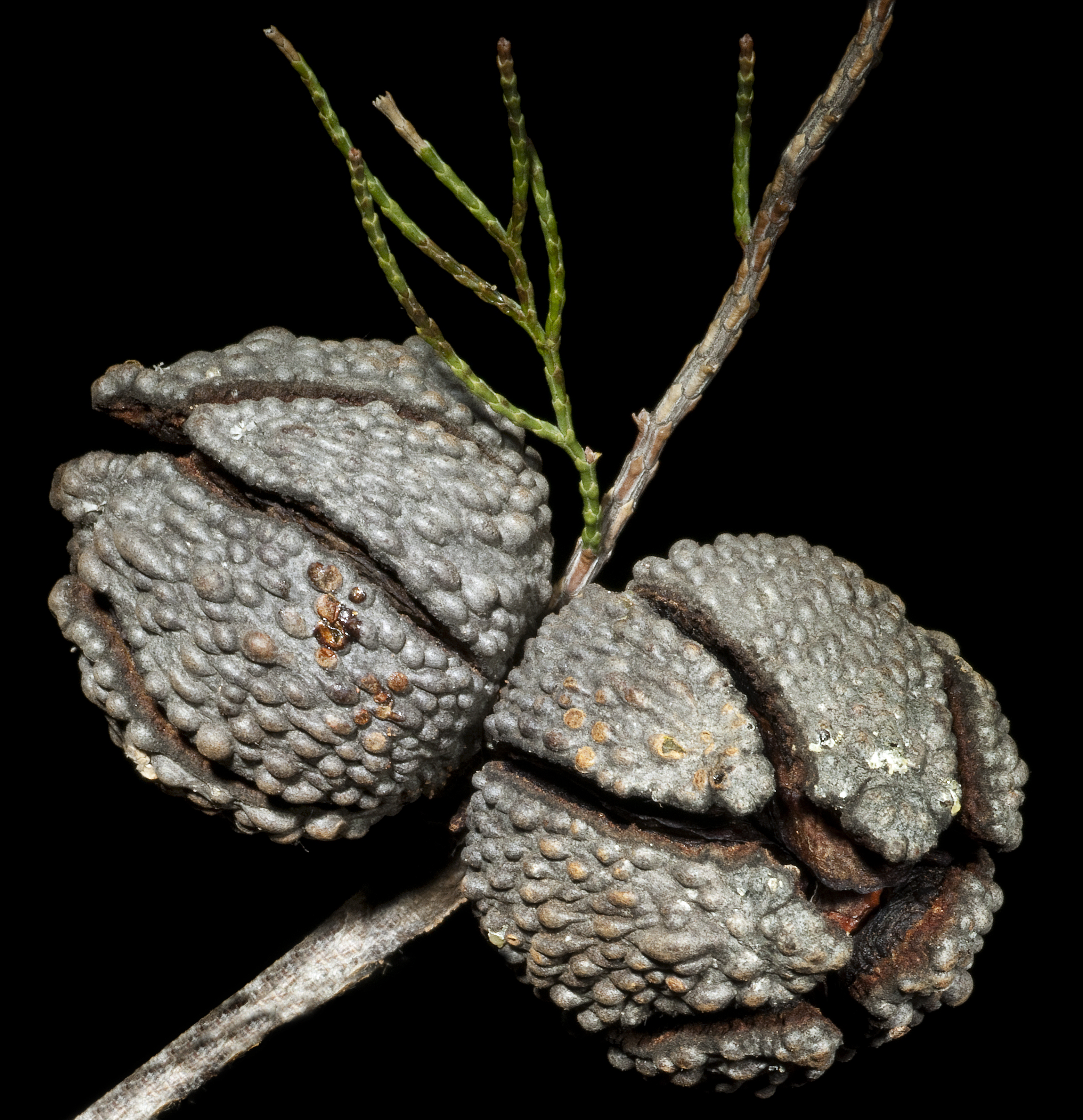
Zralé samičí šišky Callitris verrucosa

## Zástupci (v širokém pojetí)
- Callitris acuminata (syn. Actinostrobus acuminatus)

- Callitris arenaria (syn. Actinostrobus arenarius)

- Callitris baileyi

- Callitris canescens

- Callitris columellaris

- Callitris drummondii

- Callitris endlicheri

- Callitris macleayana .

- Callitris monticola

- Callitris muelleri
- Callitris neocaledonica

- Callitris oblonga

- Callitris pancheri (syn. Neocallitropsis pancheri)

- Callitris preissii

- Callitris pyramidalis (syn. Actinostrobus pyramidalis)

- Callitris rhomboidea

- Callitris roei

- Callitris sulcata

- Callitris verrucosa[5]

## Využití
Dřevo sandarakovce je lehké, ale relativně tvrdé a příjemně aromatické, s atraktivní kresbou, dobře se opracovává a odolává škodlivým vlivům, včetně termitů. Užívá se na výrobu nábytku, venkovních i interiérových obkladů, parket nebo dřevěných pilířů. Mezi ekonomicky významné dřevařské druhy patří především Callitris columellaris, která byla introdukována též na Havajské ostrovy nebo na Floridu.
Využití sandarakovce jako okrasné dřeviny není bez rizika vzhledem k jeho vysoké hořlavosti. Dále se z nich lisuje aromatický esenciální olej užívaný pro své protibakteriální a protizánětlivé účinky v léčitelství a aromaterapii. Široké využití mělo dřevo a pryskyřice stromu též u původních obyvatel Austrálie (Aboriginců).

## Galerie

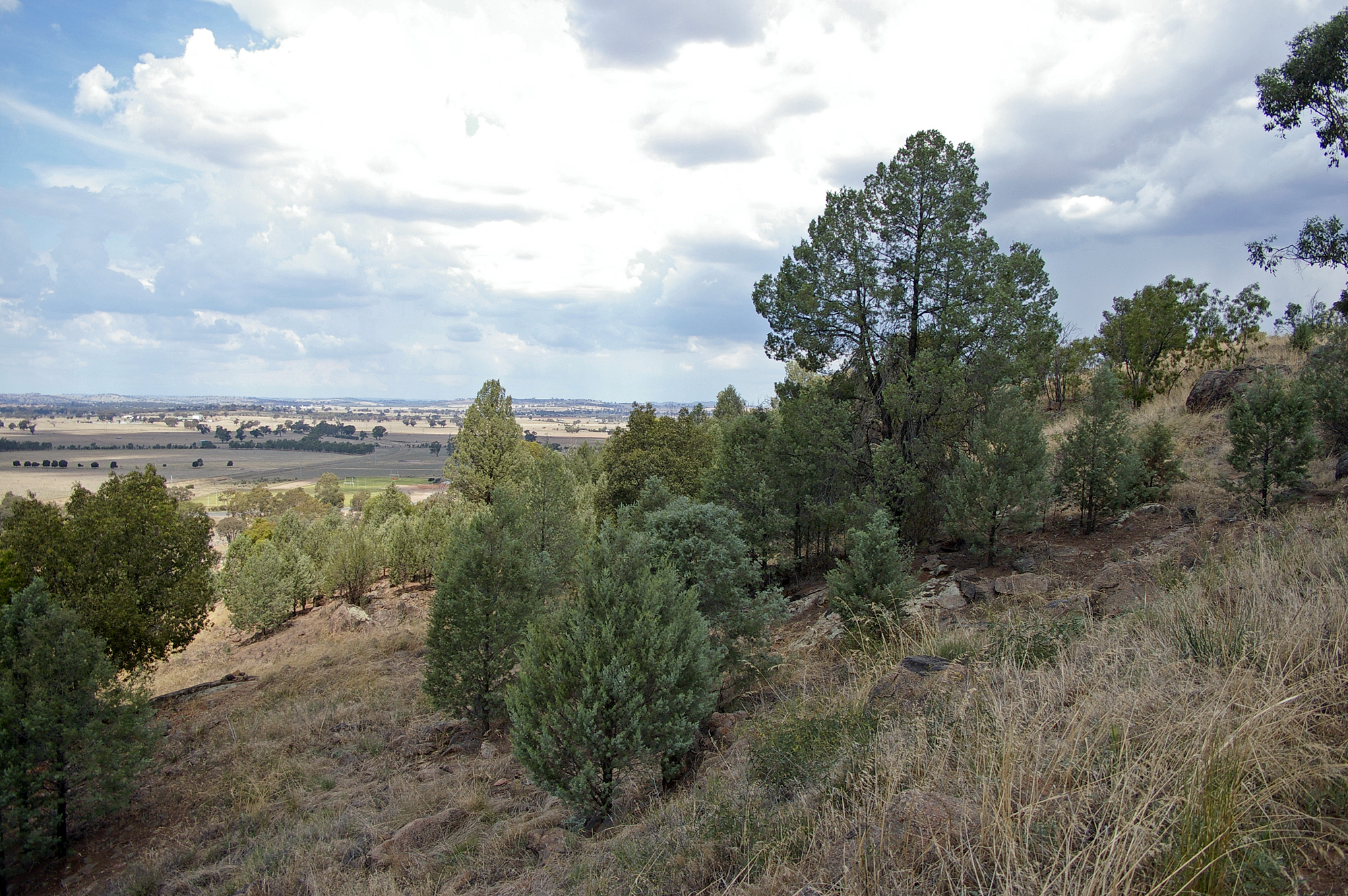
Porost sandarakovců
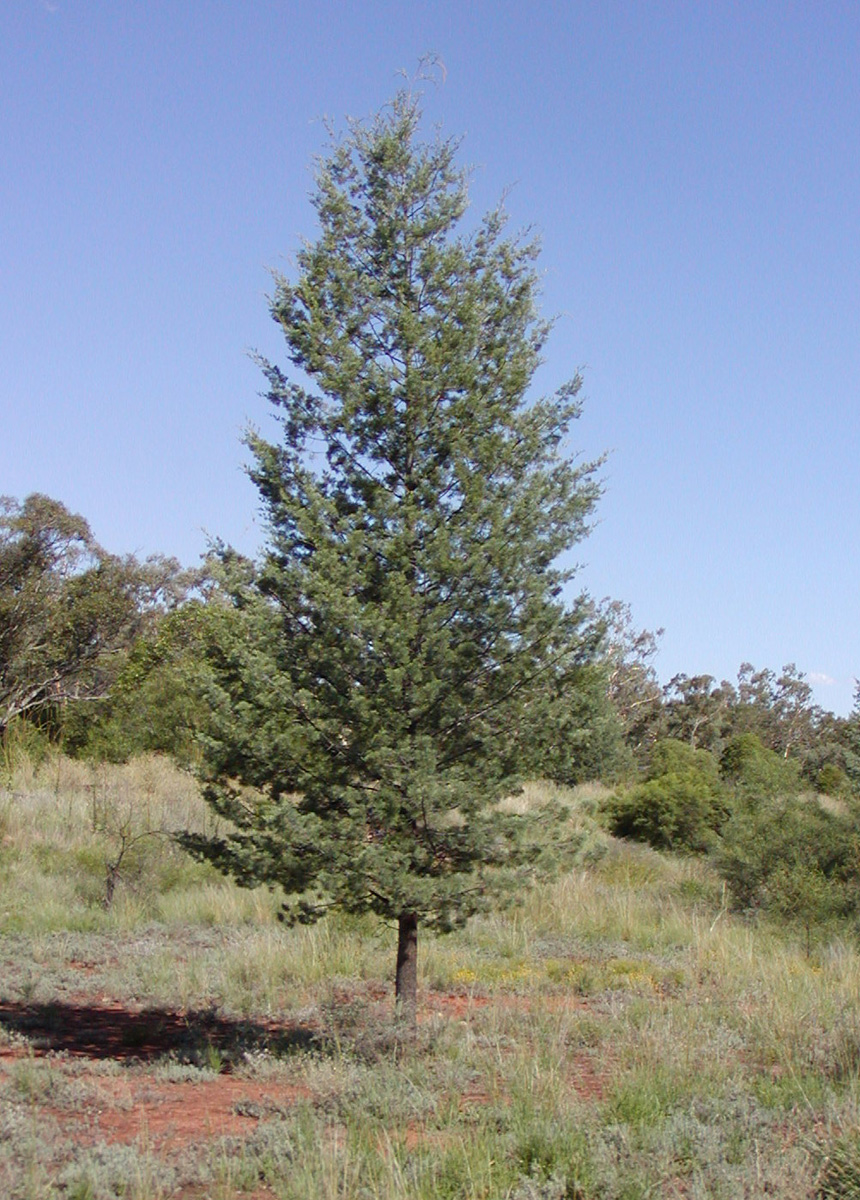
Callitris columellaris
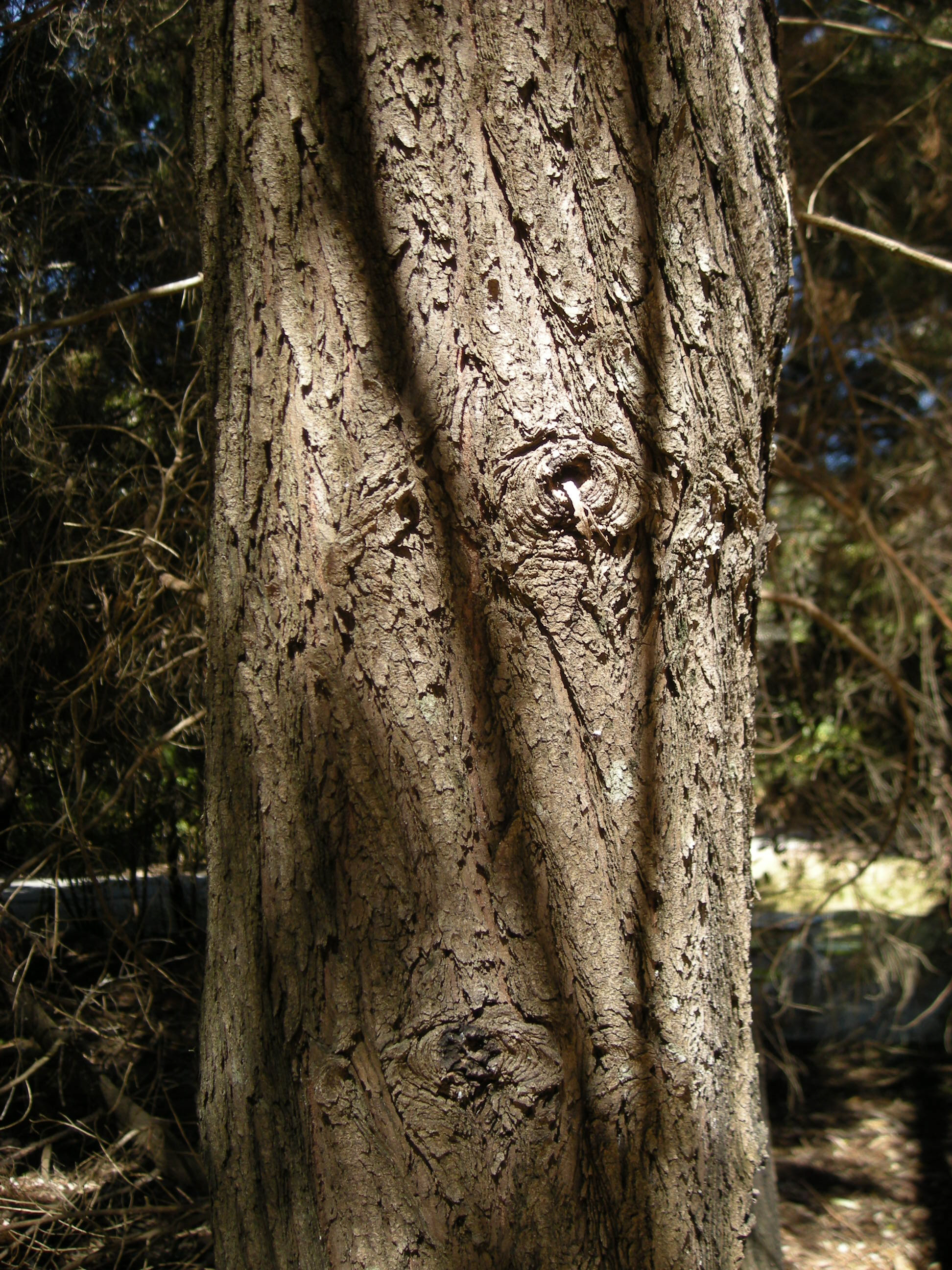
Callitris columellaris – kůra dospělého jedince
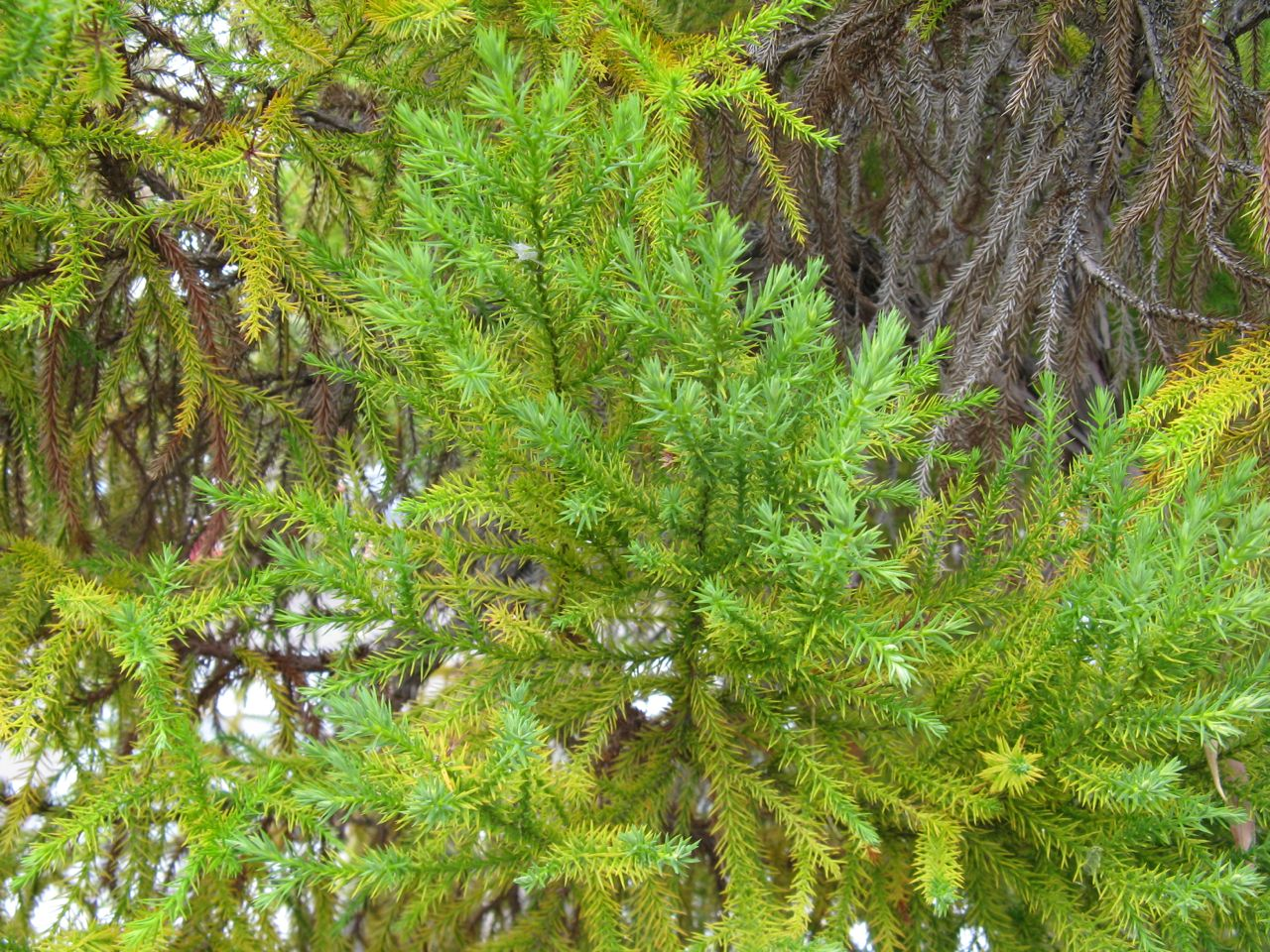
Jehlicovité olistění Callitris macleayana
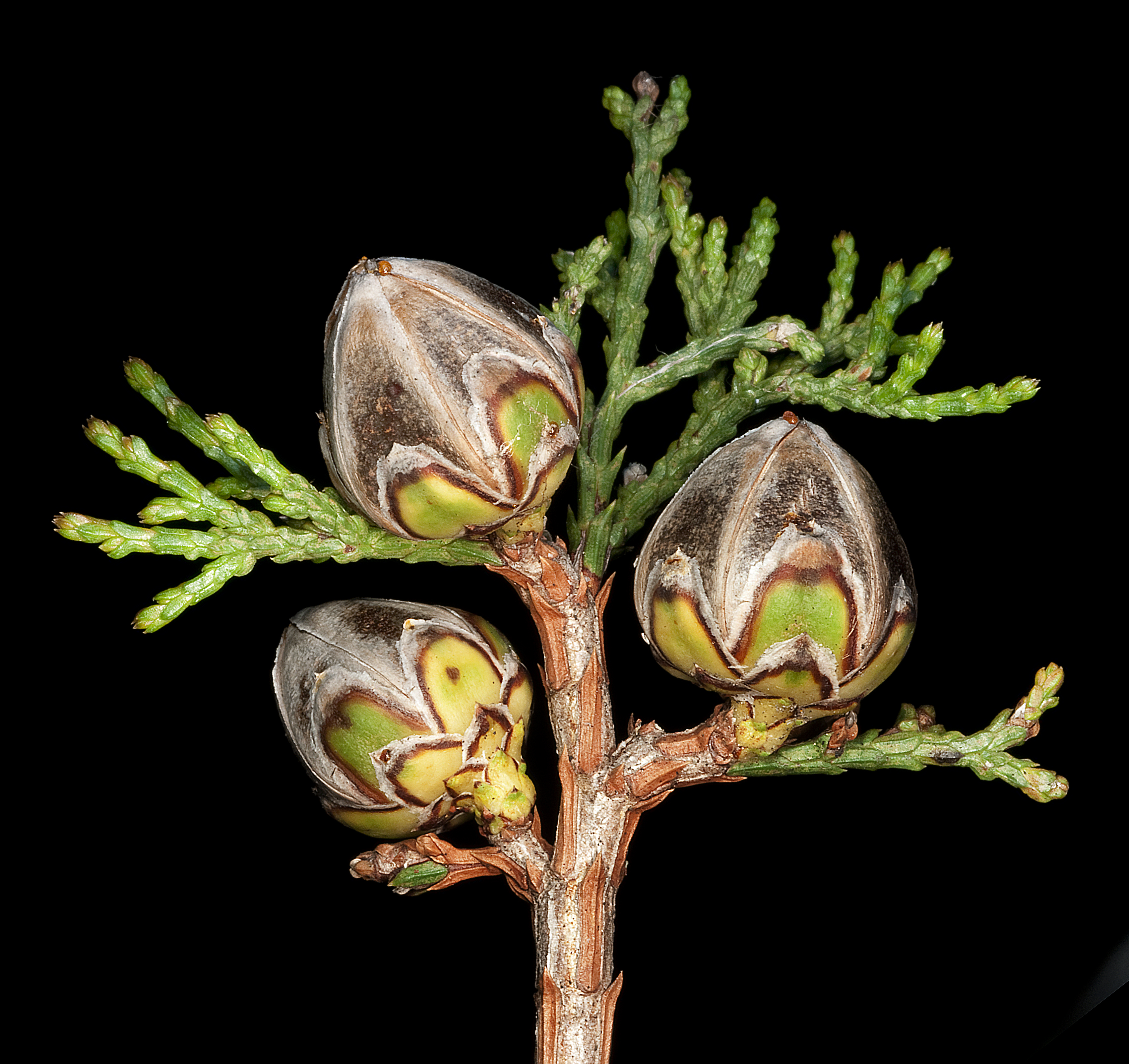
Šištice Callitris pyramidalis (syn. Actinostrobus pyramidalis)